# RRAM
Резистивная память с произвольным доступом (RRAM, ReRAM, Resistive random-access memory) — энергонезависимая память, разрабатываемая несколькими компаниями. Уже имеются патентованные версии ReRAM. Технология имеет некоторое сходство с CBRAM и PRAM.
В феврале 2012 Rambus купила (поглотила) компанию производителя ReRAM под названием Unity Semiconductor за 35 миллионов долларов[значимость факта?].

## Принцип работы
Основная идея состоит в том, что диэлектрики, которые в нормальном состоянии имеют очень высокое сопротивление, после приложения достаточно высокого напряжения могут сформировать внутри себя проводящие нити низкого сопротивления, и по сути превратиться из диэлектрика в проводник. Эти проводящие нити могут образовываться с помощью разных механизмов. С помощью приложения соответствующих уровней напряжения проводящие нити могут быть как разрушены (и материал снова станет диэлектриком), так и сформированы снова (и материал опять станет проводником).
Есть несколько эффектов переключения состояний. Первый из них требует одну полярность напряжения для операций переключения с низкого на высокий уровень сопротивления (операция сброса бита), и противоположную полярность для операций переключения с высокого на низкий уровень сопротивления (операция установки бита). Эти эффекты называются эффектами биполярного переключения. Напротив, есть также эффекты однополярного переключения, когда обе операции (и сброса, и установки бита) требуют одной и той же полярности, но разной величины напряжения.
Другой метод классификации — по типу проводящего участка. Некоторые эффекты при переключении формируют несколько тонких нитей, причём только некоторые из них находятся в проводящем состоянии. Другие эффекты переключения формируют гомогенные (однородные) зоны вместо нитей. Причём в обоих случаях области проводимости могут формироваться как на протяжении всего расстояния между электродами, так и концентрироваться вблизи электрода.
То есть материал по сути является управляемым постоянным резистором с двумя или более переключаемыми уровнями сопротивления. Чтение информации происходит с помощью приложения к одному концу резистора некоторого низкого напряжения и измерения уровня напряжения на другом конце. В случае с двумя уровнями сопротивления резистор можно рассматривать как управляемую перемычку — при логической 1 на входе на выходе либо 1 (напряжение, достаточное для распознавания как логическая единица, например, более 3 вольт) либо 0 (напряжение, недостаточное для распознавания как логическая единица, например, менее 2,5 вольт).
Ячейки памяти могут быть соединены с линиями данных в кристалле тремя способами: напрямую, через диоды и через транзисторы.
Ячейки памяти собираются в классическую матрицу со строками и столбцами (и слоями, для многослойной памяти), при этом управление каждой конкретной ячейкой идет с помощью приложения напряжения к определённому столбцу и определённой строке, в точке пересечения которых и лежит целевая ячейка. Так как не все ячейки обладают максимальным сопротивлением (некоторые из них переключены в проводящее состояние, некоторые нет — это же память), эта конфигурация подвержена большим токам утечки, которые протекают через соседние (не выбранные) ячейки, находящиеся в проводящем состоянии, что сильно затрудняет оценку сопротивления выбранной ячейки, поэтому скорость чтения будет относительно мала. Для улучшения ситуации могут быть добавлены дополнительные выбирающие элементы, но они потребуют дополнительного напряжения и мощности. Например диоды, включенные последовательно с ячейками, могут значительно минимизировать токи утечек за счет в несколько раз увеличенного смещения паразитных путей утечки относительно целевой (например прямое смещение кремниевого диода равно 0,6 вольт, а смещение самого короткого паразитного пути в двумерной и трёхмерной матрицах состоит из трёх таких диодов, и составит 1,8 вольт. Если напряжение чтения установить в пределах от 0,8 до 1,5 вольт — чтение ячейки пройдет успешно и без помех), причём диоды могут быть встроены в основу ячейки памяти (ячейка из кремния, подключена к металлическим линиям строк и столбцов, в точке соединения металла и кремния может быть создан диод), не отнимая под себя дополнительного места в кристалле. В конце концов каждая ячейка может быть снабжена транзистором (в идеале МОП-транзистором), что полностью исключит паразитные токи утечки, позволив легко и быстро выбирать конкретную ячейку и без помех читать её состояние, что только увеличит скорость чтения памяти, но транзисторы потребуют для себя дополнительного места в кристалле и дополнительных управляющих линий.
Для памяти с произвольным доступом с топологией матрицы предпочтительнее транзисторы, но диоды могут открыть путь к наложению нескольких слоев памяти друг на друга, что позволит получить трёхмерную сверхплотную упаковку из множества слоев (с адресом вида x, y, z), и соответственно сверхъёмкие модули памяти, что идеально для устройств хранения. Переключающий механизм (селектор строк, столбцов и слоев) может быть многомерным и многоканальным, и работать с несколькими слоями одновременно и независимо.

## Пути улучшения резистивной памяти
Сотрудники Калифорнийского университета в Риверсайде (США) предложили в 2013 году использовать вместо диодов в качестве селектора самоорганизующиеся наноостровки оксида цинка.
Исследователи из МФТИ разрабатывают технологии создания многослойных ReRAM-массивов (по аналогии с 3D NAND).